# Gucci Mane
Gucci Mane, pseudonimo di Radric Delantic Davis (Birmingham, 12 febbraio 1980), è un rapper e produttore discografico statunitense della scena hip hop di Atlanta. Viene considerato come uno dei pionieri e maggiori figure della musica trap.
Ha debuttato nel 2005 con l'album Trap House, a cui sono seguiti Hard to Kill nel 2006, Trap-A-Thon e Back to the Trap House nel 2007, Murder Was the Case e The State vs. Radric Davis nel 2009. L'album di maggiore successo è stato The Appeal: Georgia's Most Wanted, uscito nel 2010. Ha inoltre pubblicato diversi mixtape e preso parte a diversi remix.
Nel 2013 è apparso nel film Spring Breakers, diretto da Harmony Korine, in cui interpreta la parte di un criminale e proprietario di uno strip club in Florida.

## Biografia

### Infanzia e gioventù
Nato nel 1980 a Birmingham, in Alabama, nel 1989 si trasferisce con la madre ad Atlanta, in Georgia. Scrive poesie fin da bambino e all'età di 14 anni inizia a fare rap. Nel 2001 pubblica le sue prime registrazioni. In seguito, entra in contatto con il producer Zaytoven e fonda la propria etichetta, LaFlare Entertainment.

### 2005-2006:Trap HouseeHard to Kill

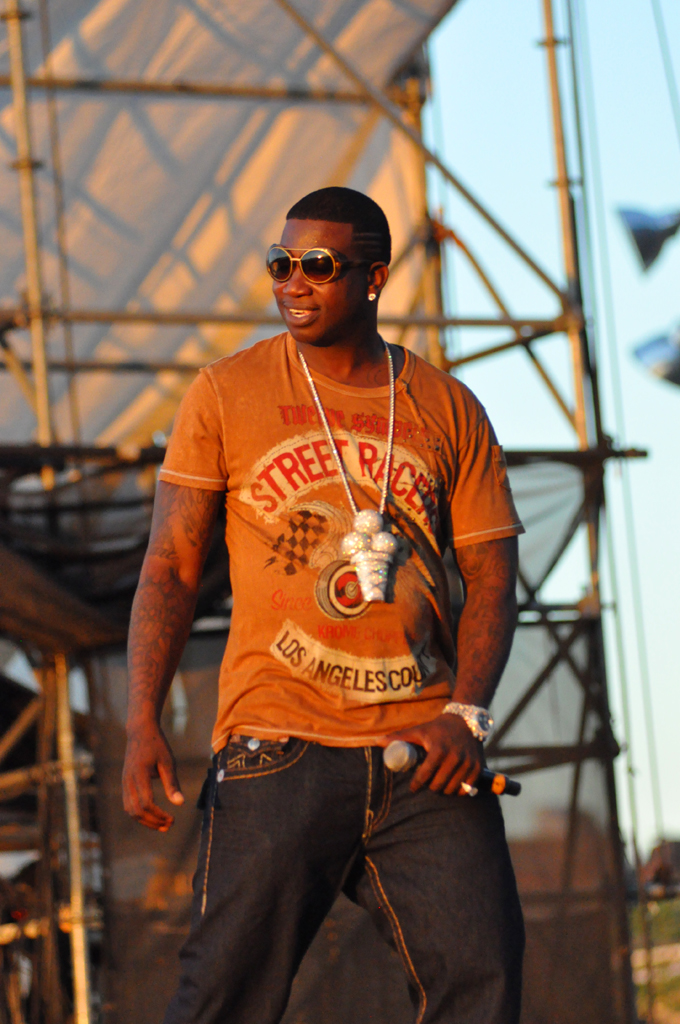
Gucci Mane nel 2010

Nel 2005 pubblica il suo primo album indipendente, intitolato Trap House, in cui è contenuto il brano "Icy", realizzato in collaborazione con Young Jeezy. È a causa di una disputa sui diritti di tale brano, divenuto ben presto una hit, che si creerà una spaccatura tra i due rapper. A Trap House seguì Hard to Kill nel 2006, trascinato dal singolo “Freaky Gurl”. La canzone raggiunge la dodicesima posizione della Hot Rap Tracks, la diciannovesima della Hot R&B/Hip-Hop Songs e la sessantaduesima della Billboard Hot 100.

### 2007-2010:Back to the Trap HouseeThe State vs. Radric Davis
Il remix ufficiale di “Freaky Gurl” con Ludacris e Lil' Kim viene incluso nell'album di debutto commerciale di Gucci Mane, Back to the Trap House. Successivamente, inizia a lavorare a diversi mixtape. Partecipa ai remix di “Boom Boom Pow” dei Black Eyed Peas, “Obsessed” di Mariah Carey e “5 Star Chick” di Yo Gotti. Appare inoltre all'interno del brano “Break Up” di Mario nel 2009, anno in cui colleziona altre sedici apparizioni.
Nel maggio 2009 firma un contratto con la Warner Bros. Records. L'album The State vs. Radric Davis viene quindi pubblicato sotto questa etichetta l'8 dicembre 2009. Il primo singolo “Wasted”, in collaborazione con Plies, faceva originariamente parte del mixtape Guccimania. Con "Wasted" raggiunge la posizione 36 della Billboard Hot 100, la numero 3 della Hot R&B/Hip-Hop Songs e della Rap Songs, facendone così il suo singolo di maggiore successo ad oggi.
Il 2 ottobre 2009 Gucci Mane viene inserito alla posizione numero 6 nella lista di MTV “Hottest MC In The Game”.

### 2010-2012:The Appeal: Georgia's Most Wanted e altri progetti
Dopo essere stato rilasciato dal carcere, Gucci Mane ha dichiarato che avrebbe avviato e modificato il nome della sua etichetta discografica da So Icey Entertainment a 1017 Brick Squad Records. The Appeal: Georgia's Most Wanted, è stato pubblicato il 28 settembre 2010. Il primo singolo di questa release è stato "Gucci Time", con la collaborazione di Swizz Beatz, ed è stato pubblicato nelle radio urbane degli Stati Uniti il 24 agosto 2010. Il 18 marzo 2011, Gucci ha pubblicato il suo decimo EP, The Return of Mr. Zone 6, in gran parte prodotto da Drumma Boy, che ha debuttato al diciottesimo posto della Billboard 200. L'album inoltre ha debuttato alla seconda posizione della Rap Albums Chart e all'ottava della R&B/Hip-Hop Albums chart. Gucci Mane ha anche pubblicato il suo primo album collaborativo insieme al rapper Waka Flocka Flame, Ferrari Boyz, pubblicato il 5 agosto. Il primo singolo ad essere pubblicato fu "She Be Puttin On". L'album ha debuttato al ventunesimo posto della Billboard 200. Gucci Mane, più tardi, ha pubblicato un secondo album collaborativo, questa volta con il rapper V-Nasty, chiamato BAYTL e pubblicato il 13 dicembre. Il primo singolo dell'album è "Whip Appeal", con P2theLA.
Tre giorni dopo l'uscita dell'album, durante il viaggio per le riprese del video di "Push Ups", un brano con il featuring di Slim Dunkin, quest'ultimo ha avuto una discussione con un'altra persona la quale gli ha sparato, morendo nello studio di registrazione ad Atlanta. Il 5 febbraio 2012, Gucci Mane ha pubblicato il mixtape Trap Back. Il mixtape comprende diverse collaborazioni di altri rapper tra cui Yo Gotti, Rocko, Waka Flocka Flame, Jadakiss, 2 Chainz, e Future, gli ultimi tre appaiono di recente sul terzo album di Young Jeezy: Thug Motivation 103: Hustlerz Ambition. I video musicali sono stati girati per le canzoni "Quiet", "Face Card", "In Love With a White Girl" con Yo Gotti, "Chicken Room", con Rocko, la title track e "Sometimes", con Future. Trap Back è stata accolta finora con recensioni positive: 7.8 da Pitchfork, un 7.5 da AllHipHop, e una "L" da XXL.
Il 25 maggio 2012, Gucci Mane ha pubblicato un altro mixtape, I'm Up. I video musicali sono stati pubblicati per le canzoni "Supa Cocky", "Kansas", con Jim Jones, "Wish You Would" con Verse Simmonds, e "Too Damn Sexy" con Jeremih. Gucci Mane, in seguito ha pubblicato un altro mixtape, "Trap God", che è stato pubblicato il 17 ottobre 2012. Il mixtape ha incluso alcune caratteristiche dell'album Brick Squad di Waka Flocka Flame. Anche in questo mixtape ci sono diverse collaborazioni di diversi rapper tra cui Rick Ross, Future, Meek Mill e Birdman. Il 13 settembre 2012, Gucci è apparso sul mixtape di Waka Flocka Flame, Salute Me Or Shoot Me 4, in due canzoni.

### 2013:Trap House III e The State vs. Radric Davis II: The Caged Bird Sings

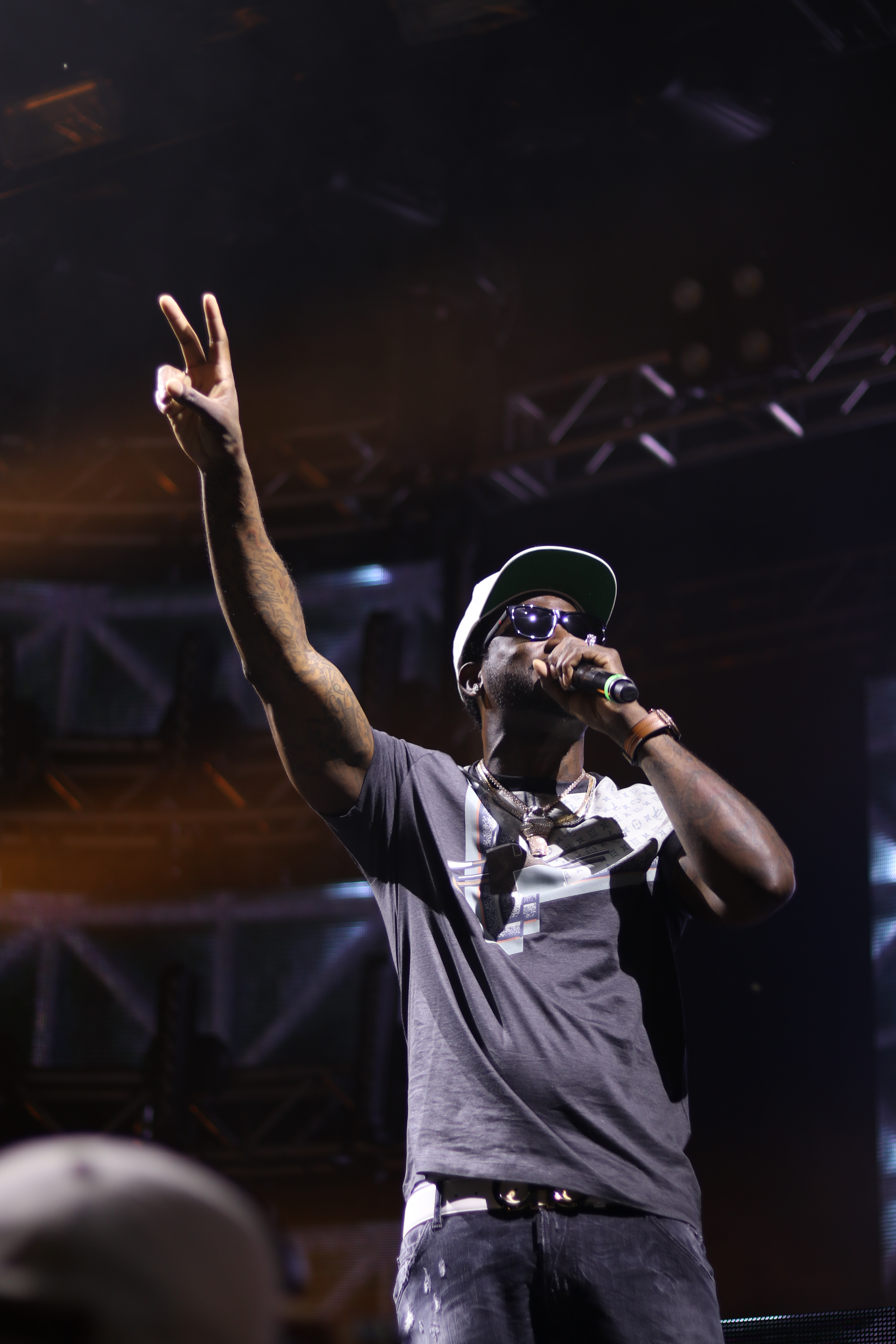
Gucci Mane nel 2017

Il 12 febbraio 2013, Gucci Mane ha presentato il suo nuovo mixtape Trap God 2. Verso la fine di marzo, Gucci ha pubblicato altri 3 mixtape: Free Bricks 2 con Young Scooter, Trap Back 2 e EastAtlantaMemphis con Young Dolph. Nel febbraio 2013, Gucci Mane ha presentato Trap House III, la terza e ultima versione della sua serie di album Trap House. L'album è stato pubblicato il 21 maggio 2013. Il 31 maggio 2013, Gucci Mane ha annunciato che stava per pubblicare un nuovo album dal titolo Mr. GuWop, con diversi featuring tra cui Marilyn Manson, e diversi amici del rapper che lui stesso ha aiutato per dare forma al suo nuovo album. Il 5 Giugno 2013, Gucci ha annunciato che la sua etichetta discografica, 1017 Brick Squad, stava pubblicando la sua prima compilation dal titolo, Big Money Talk nel corso del 2013. Il 7 settembre 2013, ci sono state delle vicende via twitter tra diversi membri del 1017 Brick Squad e Brick Squad Monopoly, e i diversi rapper che avevano firmato questa etichetta discografica, tra cui Gucci Mane, Waka Flocka, Frenchie, Wooh Da Kid, e OJ da Juiceman. Gucci in seguito avrebbe accusato la sua ex manager, la madre di Waka Flocka, di rubare i soldi da OJ da Juiceman e da French Montana. Gucci ha accusato anche il rapper Frenchie, di pagare per l'avvocato di Young Vito, riguardo l'assassinio di Slim Dunkin, ex artista della 1017 Brick Squad che Gucci in seguito ha negato. Frenchie, il giorno successivo, ha registrato e pubblicato un dissing verso Gucci Mane. Nei giorni successivi è stato rivelato che OJ da Juiceman, Young Dolph, Frenchie e Wooh da Kid non facevano più parte della 1017 Brick Squad Records. È stato anche rivelato che la 1017 Brick Squad aveva perso il loro accordo di distribuzione con la Atlantic Records, e l'etichetta si è sciolta.
Il 9 settembre 2013, Gucci ha pubblicato un messaggio su Twitter dicendo che era disposto a vendere i contratti di registrazione dei suoi principali artisti: Waka Flocka Flame, Young scooter, e Young Thug. Durante il suo Twitter, Gucci avrebbe tirato alla lunga ciò che in seguito è diventato un enorme dissing tra molti rapper e produttori come Nicki Minaj, Plies, Drake, Rocko, Polow Da Don, 2 Chainz, Rick Ross, Young Jeezy, T.I., Yo Gotti, Frenchie, 808 Mafia, Waka Flocka, Tyga e altri. Poi il giorno successivo ha pubblicato un nuovo singolo "Stealing", con OJ da Juiceman, prodotto da Zaytoven. Nella canzone ha dissato T.I., Young Jeezy, e Yo Gotti. Quella notte ha anche pubblicato un nuovo mixtape Diary of a Trap God. Dopo l'uscita del mixtape sono stati bloccati una lunga fila di tweet, e Gucci ha sostenuto che il suo account Twitter era stato violato dal suo ex manager Coach K per 5.000 dollari. Successivamente ha cancellato tutti i tweet controversi e ore più tardi ha cancellato il suo account Twitter. Il 22 settembre 2013, Gucci Mane ha sostenuto che aveva un BED (Disturbo da alimentazione incontrollata) per la codeina e la prometazina. Ha continuato a scusarsi con i fan, la sua famiglia, ed i membri dell'industria musicale che ha offeso. Gucci Mane ha anche detto che sarebbe andato in riabilitazione durante la detenzione. L'album Mr. GuWop, che era in previsione per l'uscita, è stato rimandato a tempo indeterminato per poi essere cancellato, e Gucci Mane in seguito ha pubblicato il suo decimo album in studio The State vs. Radric Davis II: The Caged Bird Sings il giorno di Natale del 2013.

### 2014-2016:incarcerazione e release di vari progetti dal carcere
La prima musica composta da Gucci Mane nel 2014 risale nel mese di aprile con un mixtape in collaborazione con Young Thug chiamato Young Thugga Mane La Flare, pubblicato in seguito gratis il 20 aprile. Gucci ha poi pubblicato un altro progetto in collaborazione con vari artisti della 1017 BrickSquad, chiamato Brick Factory Vol. 1, pubblicato il 24 maggio e ha pubblicato anche altri tre album digitali nello stesso giorno: The Purple Album (con Young Thug) The Green Album (con Migos) e The White Album (con Peewee Longway), noti collettivamente come World War 3D. Il suo ottavo album digitale Trap House 4 è stato pubblicato il 4 luglio 2014. L'album contiene alcune apparizioni dei rapper Chief Keef, Young Scooter, K Camp e Fredo Santana.
Il 17 luglio 2014, ha pubblicato un album in collaborazione con Young Dolph e PeeWee Longway (etichettato come Felix Brothers) chiamato appunto Felix Brothers. Il 22 luglio 2014, Gucci Mane ha annunciato che avrebbe pubblicato un nuovo album, intitolato The Oddfather, il giorno in cui torna in tribunale che era il 28 luglio 2014. Il 15 agosto 2014, Gucci Mane ha pubblicato il suo decimo album digitale Gucci Vs Guwop. Gucci ha poi pubblicato un altro album digitale per il mixtape Brick Factory Vol. 1, intitolato Brick Factory Vol. 2 il 3 settembre dello stesso anno. Il 13 settembre, Gucci ha pubblicato un nuovo mixtape gratuito chiamato The Return of Mr. Perfect, il ''seguito'' del mixtape pubblicato in precedenza Mr. Perfect. Dopo la release, a settembre ha iniziato la promozione di un altro nuovo album, Trap God 3, che è stato pubblicato il 17 ottobre 2014, ed è arrivato alla posizione più alta della billboard, da quando aveva la pena detentiva. Il 31 ottobre 2014, Gucci Mane e Chief Keef hanno pubblicato un mixtape collaborativo intitolato Big Gucci Sosa.
Il giorno di Natale, Gucci Mane ha pubblicato il suo 13º mixtape East Atlanta Santa con la collaborazione di alcuni artisti come Raury, Shawty Lo e OJ da Juiceman. In seguito Gucci ha collaborato con il produttore di testi Honorable C Note, per la pubblicazione di un mixtape di Natale dal titolo C-Note vs. Gucci. In totale, il rapper ha pubblicato più di dodici progetti nel 2014 e ha fatto più di 1.300.000 $ in prigione. Gucci Mane ha pubblicato il suo 14º mixtape il 3 gennaio 2015, 1017 Mafia: Incarcerated. Il giorno del suo compleanno, 12 febbraio 2015, ha pubblicato il terzo capitolo della serie di album Brick Factory, Brick Factory 3. Poco dopo, il 18 febbraio 2015, Gucci ha pubblicato a sorpresa un EP intitolato Views From Zone 6. Il titolo è un gioco di parole sul prossimo album di Drake, Views From The 6, in seguito cambiato semplicemente in Views. Gucci Mane ha pubblicato in seguito un triplo album digitale per la terza volta il 20 marzo 2015, Breakfast, Lunch & Dinner. Essi comprendono le collaborazioni di iLoveMakonnen, Waka Flocka, Chief Keef, Rich The Kid, Andy Milonakis e altri. Quattro giorni dopo, Gucci ha pubblicato un EP dal titolo Dessert, con la collaborazione di Mike Will Made It e Honorable C-Note.
Il 6 aprile 2015, Gucci ha pubblicato l'ultimo album della serie Trap House, Trap House 5 (The Last Chapter). La produzione è stata gestita da Mike Will Made It, Zaytoven e Honorable C-Note, così come le collaborazioni provenienti da Young Thug, Peewee Longway e Chief Keef. Il 20 Maggio 2015, La Flare ha pubblicato il suo 10º progetto dal titolo King Gucci. Il mixtape vanta le apparizioni di Fetty Wap, Migos, PeeWee Longway, e RiFF RAFF e prodotto da Chief Keef, TM88, Metro Boomin e Zaytoven. Il 25 dicembre 2014, Gucci ha pubblicato un mixtape intitolato East Atlanta Santa 2.
Il 26 aprile 2016, Gucci ha pubblicato una compilation di 36 tracce su iTunes contenente alcuni dei suoi progetti come Breakfast, Lunch, Dinner e Dessert, chiamato Meal Ticket.

### 2016:uscita dal carcere,  Everybody Looking e The Return of East Atlanta Santa

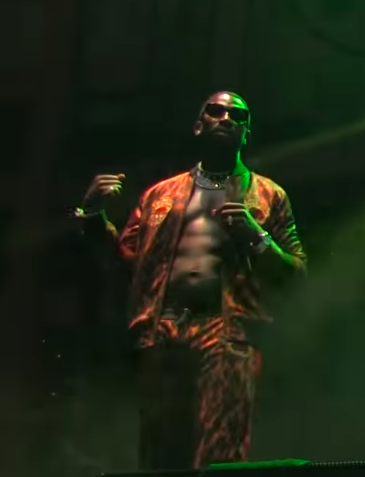
Gucci Mane nel 2018

Il 26 maggio 2016, Gucci Mane è stato rilasciato dalla prigione cinque mesi in anticipo. Il giorno successivo, Gucci ha pubblicato il singolo First Day Out Tha Feds sotto la sua nuova etichetta discografica, la Atlantic Records. Il 3 giugno 2016, Gucci è apparso su Champions, il primo singolo del nuovo album di GOOD Music, Cruel Winter. Il 17 giugno 2016 il rapper ha fatto la sua prima performance al nightclub Elan Mansion, ad Atlanta, da quando è stato rilasciato dalla prigione. Il 25 giugno 2016, Gucci ha annunciato il suo nono album in studio Everybody Looking, pubblicato il 22 luglio dello stesso anno. Il giorno dopo ha fatto un concerto "Gucci & Friends", al Fox Theatre di Atlanta. Durante la serata ci sono stati le partecipazioni di Fetty Wap, 2 Chainz, Future e Drake.
Nel mese di settembre del 2016, Gucci Mane ha collaborato con Rae Sremmurd per il singolo Black Beatles, che nel novembre 2016 ha raggiunto la vetta della Billboard Hot 100. La canzone è stata descritta da Billboard come "...[il] più inaspettato alto punto commerciale di Gucci...".  La canzone è rimasta al primo posto della Billboard Hot 100 per 7 settimane non consecutive tra novembre 2016 e gennaio 2017.
Il 14 ottobre ha pubblicato Woptober e ha pubblicato un progetto parallelo chiamato Free Bricks 2 con Future. Il suo decimo album in studio, The Return of East Atlanta Santa è stato pubblicato il 16 dicembre 2016. Sempre a dicembre ha collaborato con Rick Ross e 2 Chainz in Buy Back the Block e con Chris Brown e Usher in Party
Nel gennaio 2017 ha collaborato con 2 Chainz e Quavo al brano Good Drank, mentre ad aprile ha collaborato con il gruppo italiano The Kolors al singolo What Happened Last Night. Nell'ottobre 2017 collabora con Lil Pump nel brano "Youngest Flexer".

### Carriera da attore
Gucci Mane ha fatto il suo debutto effettivo come attore e co-protagonista nel film del 2012, Birds of a Feather. Nel 2013, è apparso nel film Spring Breakers - Una vacanza da sballo, nel quale hanno collaborato anche James Franco, Selena Gomez, Vanessa Hudgens, Ashley Benson e Rachel Korine.

## Altre iniziative

### Delantic Clothing
Nel mese di maggio 2016, Gucci Mane ha cominciato a pubblicare le immagini della sua prossima linea di abbigliamento chiamata Delantic, che sarà caratterizzata da una vasta gamma di abbigliamento, dalle T-shirt e le felpe con cappuccio alla biancheria intima.

### Autobiografia
Nel settembre 2017, Davis ha pubblicato la sua autobiografia, "L'autobiografia di Gucci Mane". Il libro è stato scritto durante il periodo in cui Davis era in prigione, è stato creato con Neil Martinez-Belkin, ex redattore di XXL Magazine. Nelle settimane precedenti la pubblicazione, Davis pubblicò un trailer per il libro composto da un breve montaggio diretto da Cam Kirk. "L'autobiografia di Gucci Mane" divenne un best seller del New York Times. Il newyorkese ha detto che il libro "si legge come un insieme di note di copertina che cercano di imporre un ordine centrale della sua vita".

## Vita privata
Davis ha sposato Keyshia Ka'oir a Miami il 17 ottobre 2017. È la fondatrice e proprietaria di Ka'oir Cosmetics e Ka'oir Fitness. Il matrimonio è stato pagato da BET che ha prodotto una serie TV a dieci puntate, chiamata "The Mane Event" che mostrava Ka'oir che organizzava il matrimonio, che camminava lungo il corridoio della chiesa su un tappeto cosparso di diamanti. Davis ha fatto la proposta a Ka'oir dopo la partita di pallacanestro degli Atlanta Hawks.
Davis ha rivelato nella sua autobiografia di avere un figlio nato nel 2007, di cui non ne era a conoscenza fino al 2016.
Nel dicembre 2020, annuncia sui suoi social che è nato il suo secondogenito, avuto con la Ka'oir.

## Questioni legali

### 2001-2008
Nell'aprile del 2001, Davis è stato arrestato per possesso di cocaina e condannato a 90 giorni nel carcere della Contea di Fulton.
Il 10 maggio 2005, Davis è stato attaccato da un gruppo di uomini in casa sua a Decatur, in Georgia. Davis e i suoi amici hanno sparato al gruppo di uomini, uccidendone uno. Il cadavere dell'uomo, Pookie Loc, fu trovato più tardi dietro una scuola media vicina. Davis si è consegnato agli investigatori della polizia il 19 maggio 2005 e successivamente è stato accusato di omicidio. Davis ha affermato che i colpi sparati da lui e dai suoi amici erano per legittima difesa. Il procuratore distrettuale ha lasciato cadere l'accusa di omicidio nel gennaio 2006 a causa di prove insufficienti. Nell'ottobre precedente, in una questione non correlata, Davis non ha contestato l'accusa di aggressione aggravata per aver picchiato un promotore di locali notturni; nel momento in cui l'accusa di omicidio è stata ritirata, stava scontando una condanna a sei mesi di carcere per questo. Davis è stato rilasciato dal carcere alla fine di gennaio 2006.
Nel settembre 2008, Davis è stato arrestato per violazione della libertà vigilata e per aver completato solo 25 delle 600 ore di servizio in comunità dopo l'arresto del 2005 per aggressione aggravata. Fu condannato a un anno nel carcere della Contea di Fulton ma fu rilasciato dopo sei mesi.

### 2010-2011
Il 2 novembre 2010, Gucci Mane è stato arrestato per aver guidato in contromano, ostruzione, nessuna licenza di guida, nessuna assicurazione e altre spese di circolazione. Poco dopo è stato portato al Grady Memorial Hospital per accertamenti.
Il 4 gennaio 2011, un giudice della Contea di Fulton e della Corte Suprema della Georgia ha ordinato a Davis di ricoverarsi in un ospedale psichiatrico. I documenti rivelano che i suoi avvocati hanno depositato una richiesta di infermità mentale il 27 dicembre, sostenendo che non era in grado di "andare avanti a partecipare in modo intelligente all'udienza".
Davis è stato arrestato nell'aprile del 2011 nella contea di Dekalb, con due accuse di aggressione aggravata con un'arma da fuoco.
Il 13 settembre 2011, Davis è stato condannato a sei mesi di prigione, dopo essersi dichiarato colpevole di due capi di condotta spericolata e aggressione. È stato rilasciato l'11 dicembre 2011.

### 2013-2014
Il 22 marzo 2013, il Dipartimento di Polizia di Atlanta ha emesso un mandato per l'arresto di Davis dopo che avrebbe presumibilmente attaccato un fan che stava cercando di scattare una foto con lui. Il fan, ha affermato che Gucci Mane lo ha colpito con una bottiglia in testa mentre stava parlando con una guardia di sicurezza per avere una foto con il rapper. È stato curato al Grady Memorial Hospital e ha ricevuto 10 punti. Quattro giorni dopo, un secondo uomo sosteneva che Gucci Mane gli avesse dato un pugno in faccia quando cercò di stringergli la mano dopo una performance al Club Onyx di Filadelfia. La mattina del 27 marzo, Davis è stato arrestato per aggressione aggravata. È stato incarcerato nella prigione della contea di Fulton. Il suo avvocato ha detto che i testimoni affermano che Gucci Mane non aveva niente a che fare con l'assalto. È apparso in tribunale il 10 aprile 2013 ed è stato incriminato per un conteggio di aggressioni. Due giorni dopo è stato rilasciato sotto cauzione di $ 75.000, e il giorno seguente, il 14 aprile, è stato nuovamente arrestato per violazione della libertà vigilata. È stato rilasciato tre settimane dopo, il 2 maggio 2013.
Il 13 settembre 2013, Gucci Mane era in giro con un amico e si stava comportando "in modo irregolare". L'amico ha deciso di chiamare la polizia per aiutarlo. Quando arrivò la polizia, Gucci Mane iniziò a maledirli e a minacciarli. Le autorità lo hanno preso in custodia alle 12:05 e hanno trovato su di lui della marijuana e una pistola. È stato arrestato con l'accusa di portare un'arma illegalmente, possesso di marijuana e condotta disordinata. Secondo quanto riferito, è stato ricoverato in ospedale in seguito all'arresto. Il 30 settembre 2013, fu rivelato che Gucci Mane avrebbe scontato 183 giorni di carcere con l'accusa di possesso di armi da fuoco da parte di un criminale condannato, condotta disordinata, possesso di arma illegale e possesso di marijuana, e molti altri.
Il 3 dicembre 2013, Gucci Mane è stato accusato in un tribunale federale con due capi di possesso di un'arma da fuoco. Secondo il procuratore federale, Gucci Mane era in possesso di due diverse armi tra il 12 e il 14 settembre 2013 e poteva essere condannato a 20 anni di prigione.
Il 13 maggio 2014, Gucci Mane si è dichiarato colpevole di possesso di un'arma da parte di un criminale condannato. Accettò un patteggiamento che lo avrebbe tenuto in prigione fino alla fine del 2016. Secondo il Federal Bureau of Prisons, la sua data di rilascio sarebbe il 20 settembre 2016. Ha scontato la sua pena negli Stati Uniti nel penitenziario a Terre Haute, Indiana. Il 26 maggio 2016, Gucci Mane è stato rilasciato dalla prigione prima della data programmata; ciò era dovuto al fatto che inizialmente Gucci Mane non era stato accreditato per il periodo in cui prestava servizio in attesa della sua condanna.

## Controversie

### Faida con Waka Flocka Flame
Il 15 marzo 2013, Gucci Mane ha annunciato che il collaboratore e amico Waka Flocka Flame è stato "cacciato" dalla 1017 Brick Squad Records. I due rapper hanno continuato a lanciarsi insulti su Twitter. Sebbene sia stato segnalato che l'account Twitter di Gucci Mane è stato hackerato, Waka Flocka Flame ha dichiarato: "Non lasciare che i media ti prendano in giro. Questa merda è vera." Il 27 marzo 2013, durante un'intervista di MTV, Waka Flocka Flame ha spiegato che non avrebbe mai più fatto musica o affari con Gucci Mane. Nessuno dei rapper ha spiegato da dove ha origine la controversia. Waka Flocka Flame ha dichiarato: "Suppongo che entrambi siamo al traguardo, stiamo solo seguendo le nostre rotte."
Il 19 novembre 2013 è stato rivelato che Gucci Mane aveva intentato una causa contro la madre di Waka Flocka Flame, Debra Antney, il rapper Khia Stone e il produttore Zaytoven. Li accusa di frode, racket e violazione del contratto. Secondo Gucci Mane, Antney ha preso il controllo della 1017 Brick Squad Record, senza autorizzazione, e lo ha usato per creare tre etichette separate. "Gucci sta anche accusando le parti di aver trattenuto i diritti d'autore e "gonfiato" il costo delle spese per le etichette" e ha affermato che Antney ha sequestrato i suoi beni e ha rubato un anello e una collana.
All'inizio del 2017, i problemi tra i due sono riemersi quando Waka Flocka Flame ha pubblicato la canzone "Was My Dawg", molti ritengono che si riferita a Gucci Mane.

### Provocazioni su Twitter
Nel settembre 2013, Gucci Mane ha inviato una serie di tweet a varie figure del settore hip-hop. Nei tweet ha affermato di avere rapporti sessuali con le fidanzate dei rapper. Un paio di giorni dopo, Gucci Mane ha dichiarato che il suo account Twitter era stato hackerato. Tuttavia, in seguito ammise nella sua autobiografia di aver creato lui i tweet.

## Discografia
- 2005 – Trap House
- 2006 – Hard to Kill
- 2007 – Trap-A-Thon
- 2007 – Back to the Trap House
- 2009 – Murder Was the Case
- 2009 – The State vs. Radric Davis
- 2010 – The Appeal: Georgia's Most Wanted
- 2011 – The Return of Mr. Zone 6
- 2011 – Ferrari Boyz (con Waka Flocka Flame)
- 2011 – BAYTL (con V-Nasty)
- 2016 – Everybody Looking
- 2016 – The Return of East Atlanta Santa
- 2017 – Mr. Davis
- 2017 – El Gato: The Human Glacier
- 2018 – Evil Genius
- 2019 – Delusions of Grandeur
- 2019 – Woptober II
- 2019 – East Atlanta Santa 3
- 2021 – Ice Daddy
- 2023 – Breath of Fresh Air

## Filmografia
- No Pad No Pencil (2007)
- Gucci Mane - Glockumentary DVD (2007)
- Gucci Mane – Who Framed Radric Davis (DVD) (2008)
- Hood Affairs – Trap-A-Holic: (Gucci Mane Edition) (2008)
- Hood Affairs – Gucci Mane – Trap-A-Holic 2 DVD (2009)
- The Come Up DVD 20 (Gucci Mane Edition) (2009)
- Money Mafia: Gucci Mane (Street Classic Edition) (2009)
- Hood Affairs: Gucci Mane – 1017 Brick Squad aka Trap-A-Holic 3 DVD (2010)
- The Raw Report Presents: Gucci Mane “King of Diamonds DVD“ (2010)
- Gucci Mane x Raw Report – Documentary (2010)
- Gucci Gone Bonkers DVD (2010)
- Gucci 3D DVD (2010)
- Gucci Mane In Wonderland (2011)
- My Come Up (2012)
- Birds of a Feather (2012)
- Spring Breakers - Una vacanza da sballo, regia di Harmony Korine (2013)
- Gucci Mane – The Lost Footage (2013)
- The Spot (2015)

## Premi e nomination

### Premi BET
| Anno | Canzone                               | premio                          | Risultato |
| ---- | ------------------------------------- | ------------------------------- | --------- |
| 2017 | " Black Beatles " (con Rae Sremmurd ) | Coca-Cola Viewers 'Choice Award | Nominato  |
| 2017 | " Black Beatles " (con Rae Sremmurd ) | Migliore collaborazione         | Nominato  |
| 2017 | " Party " (con Chris Brown & Usher )  |                                 | Nominato  |

### BET Hip Hop Awards
| Anno | Canzone                               | premio                               | Risultato |
| ---- | ------------------------------------- | ------------------------------------ | --------- |
| 2017 | " Black Beatles " (con Rae Sremmurd ) | Miglior Collabo, Duo o Gruppo        | Nominato  |
| 2017 | " Black Beatles " (con Rae Sremmurd ) | Sweet 16: il migliore in primo piano | Nominato  |
| 2017 | Droptopwop                            | Il miglior mixtape                   | Nominato  |

### MTV Video Music Awards
| Anno | Canzone                       | premio               | Risultato |
| ---- | ----------------------------- | -------------------- | --------- |
| 2017 | " Down " (con Fifth Harmony ) | Miglior video pop    | Vinto     |
| 2017 | " Down " (con Fifth Harmony ) | Migliore coreografia | Nominato  |
| 2017 | " Down " (con Fifth Harmony ) | Canzone dell'estate  | Nominato  |